# Championnat du royaume de Croatie-Slavonie de football 1912-1913
Navigation
Saison suivante
La saison 1912-1913 du Championnat de Croatie de football appelée Championnat du royaume de Croatie-Slavonie de football 1912-1913 est une édition spéciale de la première division croate. 
Ce tournoi est organisé par la fédération croate de football, fondée en 1912. Cette édition est particulière car il s'agit de la première compétition organisée par la fédération croate. La Croatie n'est pas un État indépendant, mais une province de l'empire austro-hongrois, qui jouit d'une autonomie au sein de l'empire. 
Bien que le championnat ne soit pas terminé, le HAŠK Zagreb est déclaré champion.

## Les 6 clubs participants
| - HAŠK Zagreb - HASK Gradjanski Zagreb - HŠK Concordia Zagreb | - HŠK Croatia Zagreb - HŠK Ilirija Zagreb - Tipografski SK Zagreb |

## Compétition

### Classement
Le barème de points servant à établir le classement se décompose ainsi :
- Victoire : 2 points
- Match nul : 1 point
- Défaite : 0 point